# バスケットボール女子ベラルーシ代表
バスケットボール女子ベラルーシ代表(Belarus women's national basketball team)は、ベラルーシバスケットボール連盟により国際大会に派遣される女子バスケットボールナショナルチームである。なおFIBAから資格停止中。
1991年まではソビエト連邦の一部だったため、本項では1992年以降の成績を記す。

## 主な国際大会成績
- 夏季オリンピック
  - 1992年は 独立国家共同体に参加して出場
- ワールドカップ
  - 出場なし
- ユーロバスケット
  - 3位（2007年）